# Теорида (корабль)
Теори́да или теорис (др.-греч. Θεωρίς) — в Древних Афинах государственный корабль, доставлявший теории (или феории, др.-греч. θεωρίαι — священные праздничные посольства, участники которых назывались теорами, или феорами, др.-греч. θεωροί, а начальник — архитеором, греч. αρχηθέωρος) на территорию других государств для участия в различных праздниках и играх.
Приблизительно до конца IV века до н. э. в Афинах было три теориды: «Саламиния»,«Парал» и «Делия». Матросы этих кораблей получали по 4 обола в день, а так как экипаж каждого корабля составлял около 200 человек, то расход на одно только жалованье доходил для всех трёх кораблей до 24 талантов в год.
Саламиния (др.-греч. Σαλαμῑνία) и Парал (др.-греч. Πάραλος) использовались не только для теорий, но и для перевозки казённых денег и государственных депеш, доставки в Афины государственных преступников и т. д.; иногда они принимали участие в морских сражениях.
Последнее задокументированное сообщение о Саламинии относится к 373 г. до н.э., когда для похода к Керкире против лакедемонян Ификрат присоединил к своему флоту также и эти корабли. Последнее задокументированное сообщение о Парале относится к июню 331 г. до н.э., когда Александр Македонский, шедший против персов из Египта, остановился в Тире: сюда к нему из Афин прибыло посольство на Парале во главе с послами Диофантом и Ахиллом.
Делия (др.-греч. Δηλία) использовалась исключительно для доставки делий — священных теорий, отправлявшихся афинянами на остров Делос. Согласно преданию, пересказанному Плутархом, впервые на этом корабле посетил Делос и вернулся в Афины Тесей, после чего и появилась традиция ежегодных делий; согласно Плутарху, после плавания Тесея корабль ежегодно ремонтировался, что позволило ему просуществовать до времён Деметрия Фалерского (317—307 гг. до н.э.). Рассказ Плутарха породил философские споры, результатом которых стало появление так называемого парадокса Тесея.
По всей видимости, теориды были потеряны (попросту сгнили) после поражения в Ламийской войне (323—322 гг. до н.э.): по условиям мира были лишены гражданских прав и изгнаны из города 12 000 беднейших граждан (фетов) и ограничены избирательные права для богатых граждан, что положило конец афинской демократии; кроме того, на холме Мунихии в Пирее был размещен македонский гарнизон, что ознаменовало конец афинской морской мощи и политической независимости. По крайней мере во время Хремонидовой войны (267—261 гг. до н.э.) военного флота у Афин уже не было. Косвенно это может подтверждать судьба «Делии».